# Fachi (Níger)
Fachi é um oásis cercado pelo deserto de Ténéré e pelas dunas de Bilma a leste da Nigéria.